# Ђурђевдански устанак
Ђурђевдански устанак је назив за оружани отпор Срба у Кијеву код Санског Моста који је избио је 6. маја 1941. године. То је био први оружани отпор властима Независне Државе Хрватске, али и уопште први оружани отпор на територији окупиране Краљевине Југославије током Другог свијетског рата.

## Почетак отпора
До оружаног отпора дошло када су усташе у једној од акција под изговором „одузимања оружја“ од Срба, дошле на Ђурђевдан, 6. маја 1941. године у српски дио села Кијево, у којем је неколико породица прослављало крсну славу. У кућама ових домаћина усташе су се понашале веома бахато, малтретирајући госте и понижавајући домаћине превртањем славских трпеза и ломљењем славских свијећа. Чак су и запалили кућу Ђурђа Домазета. Затим су ухапсили Марка Кондића и повели га његовој кући која се налазила на граници са сусједном Трамошињом. Кад су дошли до његове куће, из оближњег шумарка на усташе је изненада отворена пушчана ватра.
Чувши усташке пријетње дан раније у Санском Мосту, група угледнијих и одважнијих Срба из Трамошиње под вођством Остоје Кондића, српског добровољца у Првом свјетском рату, одлучила је да прикупи и оспособи наоружање у селу, као и да буде у приправности за случај да усташе нападну Трамошињу. Чувши за догађаје у Кијеву, ова група се смјестила у шумарку изнад пута којим би усташе морале проћи ако би се запутиле у Трамошињу. Видјевши малтретирање Марка Кондића, они су отворили ватру и растјерали усташе. Поновни усташки напад, само сад вишеструко бројнији, десио се истог дана послије подне, али је и он успјешно одбијен. Вијест о сукобима са усташама у Кијеву брзо се проширила по околним српским селима што је за посљедицу имало да ова неформална група побуњеника већ сутрадан нарасте на око 400 људи.

## Учешће Нијемаца
На молбу санског котарског предстојника (срески начелник) Анте Меркадића усташке власти у Бањој Луци обратиле су се 7. маја 1941. године њемачкој команди мјеста с молбом да њемачка 132. Пјешадијска дивизија упути своје снаге у Сански Мост јер је тамошње становништво „угрожено од остатка српске војске и четника“. Добивши потребне смјернице из Сарајева, командант 436. Пјешадијског пука наредио је њемачкој јединици стационираној у Приједору да у Сански Мост пошаље једну јачу патролу која би тамо завела ред и мир.
Око 40 њемачких војника стигло је у Сански Мост послије подне 7. маја 1941. године и одмах су се упутили на лице мјеста. Како су устаници били многобројни и пружили снажан отпор, ово одјељење Нијемаца било је приморано да се повуче у Сански Мост и сачека појачање за сутрадан. Знатно ојачане њемачке трупе су и 8. маја. 1941. напале побуњенике у Кијеву, али су се сељаци без отпора разбјежали.

## Одмазда и први масовни злочин
С обзиром да су у овом окршају била рањена три њемачка војника, командант 132. Пјешадијске дивизије генерал Синцених је одлучио да примијени одредбе Наредбе о поступку са Србима (Serbenerlass) која је објављена 2. маја. 1941. а њоме су команданти сектора били опуномоћени да без претходног испитивања и без судског поступка стријељају у најкраћем могућем року све мушкарце способне за оружје који се затекну у близини мјеста напада на њемачке војнике, или који евентуално могу бити у вези са оним који су извршили напад; уколико напад није извршен у близини насељеног мјеста, били су опуномоћени да стријељају становнике насеља најближег мјесту напада, 'у првом реду мушкарце Српске расе, способне за оружје' као и таоце у најближем мјесту. 'Ако командант нареди стријељање и војници га изврше онда то није ништа друго до борбено наређење за отварање ватре', стајало је у овој наредби.
У међувремену, у Санском Мосту је похапшено око 450 српских талаца. Гонећи разбјежане сељаке њемачке трупе су похапсиле педесетак Срба из околних села, а српски дио Кијева је у потпуности спаљен.
У знак одмазде за напад на њемачке војнике генерал Синцених је наредио стријељање 27 заробљених младића из околине мјеста напада. Тада су стријељани: Видовић Милош, Видовић Митар, Видовић Ђурађ, Видовић Миле, Видовић Марко, Видовић Јово, Видовић Божо, Видовић Владо, Видовић Ђурађ, Видовић Милош, Сојновић Петар, Сојновић Лазо, Ковачевић Урош и Ковачевић Остоја из Томине; Јовановић Душан, Шобот Петар, Каиш Драго, Стојановић Перо, Миланко Илија, Миланко Проле, Делић Милош, Праћа Вељко и Шобот Љупко из Лужана; Станисављевић Миле и Кнежевић Јово из Чапља; Везмар Ђуро и Мартиновић Јосип из Санског Моста. Тијела стријељаних истог дана су објешена у градском парку како би послужила за ширење страха. Сутрадан, 9. маја 1941. године у свим градовима окупационог подручја 132. Пјешадијске дивизије излијепљен је плакат сљедеће садржине: Срби! 7. 5. 41. послије подне Срби су из једног села код Санског Моста пуцали на њемачке војнике. Село је разорено од њемачке војске, 27 Срба је стријељано, а њихова тијела објешена су на тргу у Санском Мосту. Био је ово први масовни злочин над Србима у Санском Мосту.